# Accords de Fomboni
Les accords de Fomboni, du nom de Fomboni, la capitale de l'île de Mohéli, dans l'archipel des Comores, dans l’océan indien, sont des accords politiques de 2000-2001 qui mettent un terme à la crise institutionnelle comorienne ayant vu en 1997 la sécession d'Anjouan et de Mohéli. Contrairement aux négociations de Tananarive de 1999, les modalités sont acceptés par le pouvoir anjouanais. Ces accords prévoient la tenue d'un référendum sur chacune des îles et permettent l'adoption d'une loi fondamentale instituant un nouvel ensemble appelé Union des Comores. Le référendum a lieu le 23 décembre 2001 et le nouvel État est créé. 